# Cibões

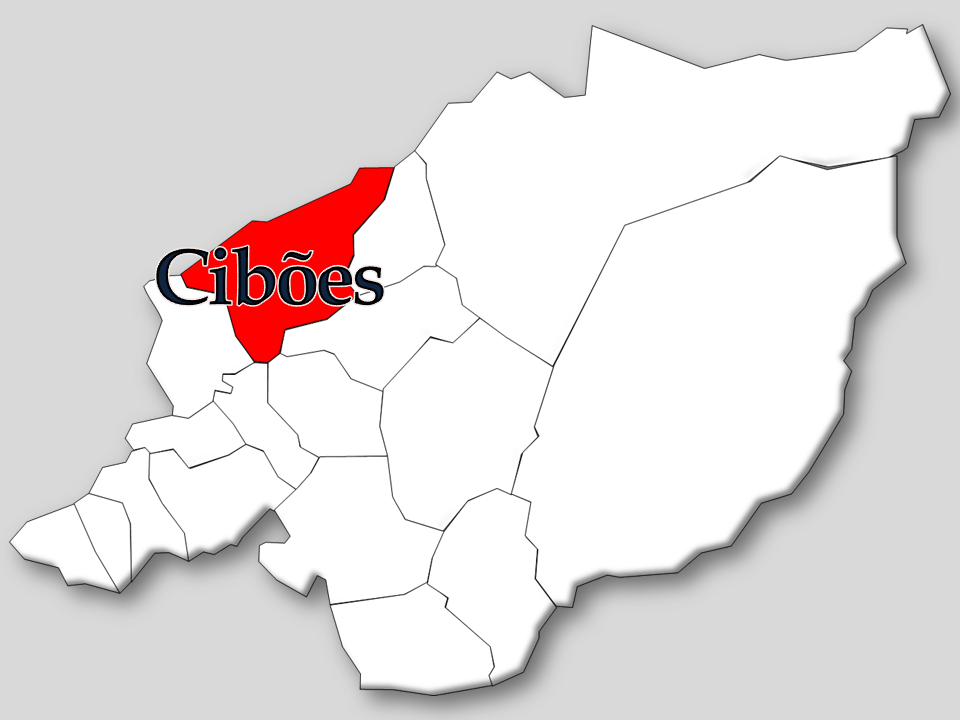
Localização da Freguesia de Cibões no Município de Terras de Bouro

Cibões é uma povoação portuguesa do Município de Terras de Bouro que foi sede da extinta Freguesia de Cibões, freguesia que tinha 17,54 km² de área e 371 habitantes (2011), e, por isso, uma densidade populacional de 21 hab/km².
A Freguesia de Cibões foi extinta (agregada) em 2013, no âmbito de uma reforma administrativa nacional, para em conjunto com a Freguesia de Brufe formar uma nova freguesia denominada União das Freguesias de Cibões e Brufe.

## História
Cibões pertenceu ao concelho de Vila Garcia, até 1835, data em que este foi extinto e a freguesia passou para Terras de Bouro.

## População
| População da freguesia de Cibões | População da freguesia de Cibões | População da freguesia de Cibões | População da freguesia de Cibões | População da freguesia de Cibões | População da freguesia de Cibões | População da freguesia de Cibões | População da freguesia de Cibões | População da freguesia de Cibões | População da freguesia de Cibões | População da freguesia de Cibões | População da freguesia de Cibões | População da freguesia de Cibões | População da freguesia de Cibões | População da freguesia de Cibões |
| -------------------------------- | -------------------------------- | -------------------------------- | -------------------------------- | -------------------------------- | -------------------------------- | -------------------------------- | -------------------------------- | -------------------------------- | -------------------------------- | -------------------------------- | -------------------------------- | -------------------------------- | -------------------------------- | -------------------------------- |
| 1864                             | 1878                             | 1890                             | 1900                             | 1911                             | 1920                             | 1930                             | 1940                             | 1950                             | 1960                             | 1970                             | 1981                             | 1991                             | 2001                             | 2011                             |
| 650                              | 630                              | 626                              | 714                              | 715                              | 744                              | 847                              | 957                              | 996                              | 890                              | 816                              | 695                              | 600                              | 439                              | 371                              |

## Património
- Igreja de São Mamede de Cibões;
- Capela de São Tomé;
- Capela da Senhora do Amparo;
- Capela de São Domingos;
- Capela de São Tiago;
- Capela de Santa Maria Madalena.